# Carrot River, Saskatchewan
Carrot River är en ort i Kanada.   Den ligger i provinsen Saskatchewan, i den centrala delen av landet, 2 200 km väster om huvudstaden Ottawa. Carrot River ligger 358 meter över havet och antalet invånare är 950.
Terrängen runt Carrot River är mycket platt. Trakten runt Carrot River är nära nog obefolkad, med mindre än två invånare per kvadratkilometer.. Det finns inga andra samhällen i närheten.
Trakten runt Carrot River består till största delen av jordbruksmark.